# Вилянуева де лос Кастилехос
Вилянуева де лос Кастилехос (на испански: Villanueva de los Castillejos) е населено място и община в Испания. Намира се в провинция Уелва, в състава на автономната област Андалусия. Общината влиза в състава на района (комарка) Андевало. Заема площ от 264 km². Населението му е 2790 души (по преброяване от 2010 г.). Разстоянието до административния център на провинцията е 47 km.

## Демография
| 1996 | 1998 | 1999 | 2000 | 2001 | 2002 | 2003 | 2004 | 2005 | 2006 |
| ---- | ---- | ---- | ---- | ---- | ---- | ---- | ---- | ---- | ---- |
|      |      |      |      |      |      |      | 2680 | 2720 |      |